# Onthophagus padrinoi
Onthophagus padrinoi é uma espécie de inseto do género Onthophagus, família Scarabaeidae, ordem Coleoptera.
Foi descrita cientificamente por Delgado em 1999.